# Comissari polític
El comissari polític és un oficial destinat per un govern o per un partit revolucionari a controlar el manteniment de l'ortodòxia ideològica (i la fidelitat política) dels oficials i les tropes durant un conflicte militar, normalment d'arrel revolucionària. L'escala jeràrquica és diferent de la dels oficials que exerceixen el comandament de la unitat.
Els seus orígens històrics cal buscar-los en la Revolució Francesa, si bé tingueren la major rellevància a l'Exèrcit Roig després de la Revolució d'octubre, a les unitats militars republicanes durant la Guerra Civil espanyola i a l'Exèrcit xinès.
En rus el comissari polític s'anomena sovint amb l'acrònim politruk.